# Бассетт, Чарльз
Чарльз Артур «Чарли» Бассетт II (Charles Arthur «Charlie» Bassett II; 30 декабря 1931 — 28 февраля 1966) — лётчик-испытатель ВВС США.
Был зачислен в экипаж Джемини-9, но погиб в авиакатастрофе во время подготовки своего первого космического полёта. 
Увековечен в скульптурной композиции «Павший астронавт» — первой и пока единственной художественной инсталляции на Луне.

## Биография
Родился в городе Дейтон, штат Огайо, 30 декабря 1931 года. Он принимал активное участие в молодёжной организации „Бойскауты Америки“. Со старших классов школы был авиамоделистом, состоял в клубе, где строили модели с бензиновым двигателем и запускали их в школьном спортзале. Совершил свой первый самостоятельный полет в возрасте 16 лет. Подрабатывал в аэропорту, чтобы заработать денег на уроки полетов, и получил лицензию частного пилота в 17 лет.
После окончания средней школы в городе Berea в 1950 году поступил в Университет штата Огайо (1950—1952), в середине обучения, в октябре 1952 года, начал службу в ВВС США в качестве авиационного курсанта. Служил на авиабазах в Северной Каролине, Техасе и Неваде, в звании второго лейтенанта. Летал на учебных самолетах, таких как «Т-6», «Т-28» и «Т-33», а также на реактивном истребителе «F-86 Сейбр». Отправился в Корею с 8-й истребительной бомбардировочной группой, где летал на «Сейбре» (прибыл туда уже после окончания боевых действий). С мая 1955 первый лейтенант, тогда же вернулся в США и продолжил службу на авиабазе в штате Нью-Йорк, где летал на «F-86D», «F-102» и «C-119».
С 1958 по 1960 год учился в Техасском технологическом колледже (ныне Техасский технологический университет, где получил степень бакалавра по специальности «электротехника» с отличием, после чего поступил в аспирантуру при Университете Южной Калифорнии (защитил диссертацию). В 1960 году окончил также Экспериментальную школу летчиков-испытателей ВВС и Школу пилотов аэрокосмических исследований, получив звание капитана ВВС США.
Служил лётчиком-испытателем-экспериментатором и лётчиком-испытателем на базе ВВС «Эдвардс» в Калифорнии, получив налёт более 3 600 часов, в том числе свыше 2 900 часов на реактивных самолётах.

## Служба в NASA
Был одним из членов 3-го набора астронавтов НАСА, созданного в октябре 1963 года. 8 ноября 1965 года был назначен в экипаж «Джемини-9» вместе с Эллиотом Си в качестве командира. Согласно программе полёта он должен был совершить полуторачасовой выход в открытый космос без страховки, который позже выполнил Юджин Сернан на «Джемини-9A».
Был также назначен на должность пилота командного модуля дублирующего экипажа программы «Аполлон», вместе с Фрэнком Борманом и Уильямом Андерсом.

## Гибель

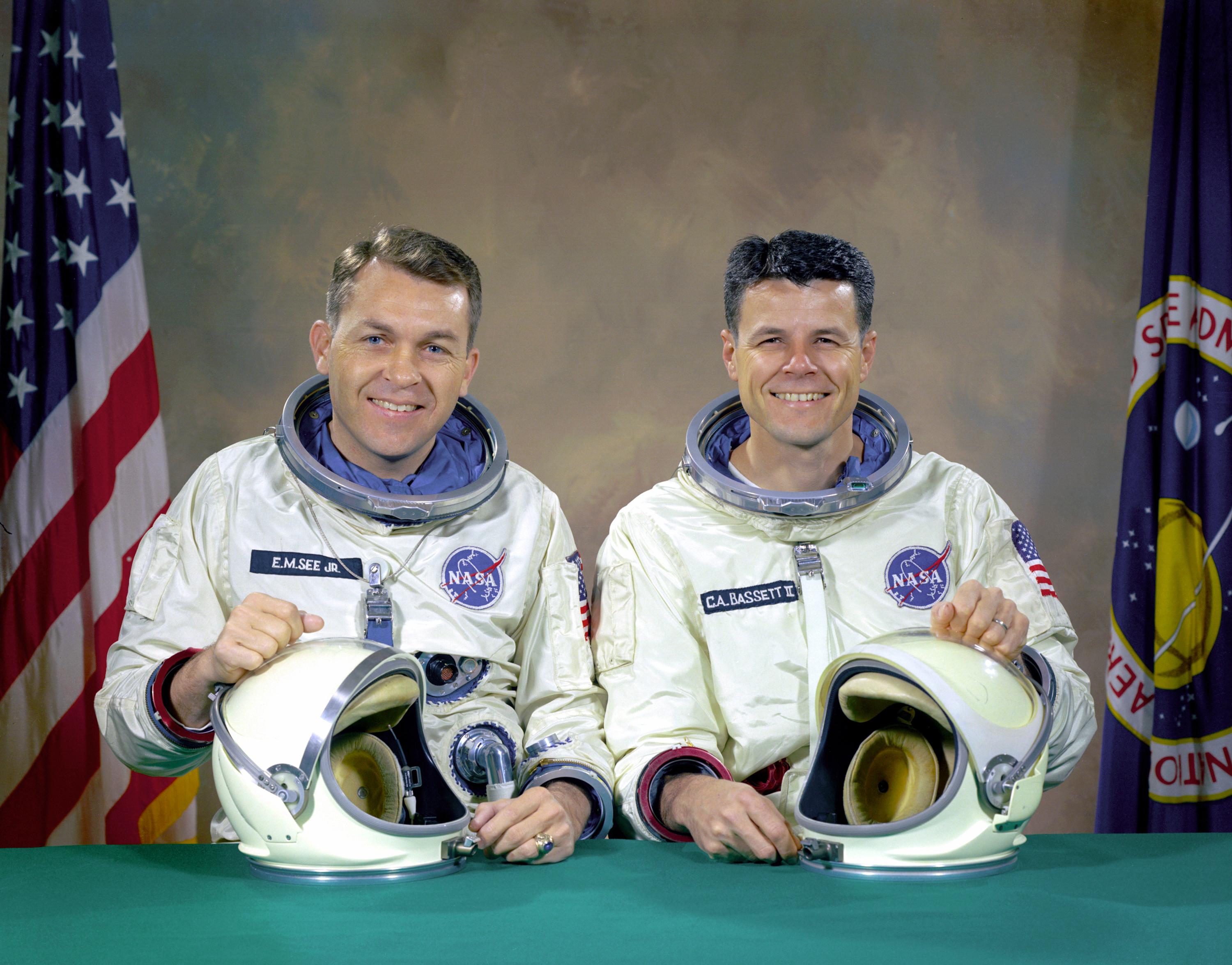
Астронавты Эллиот Си и Чарльз Бассетт (1966, январь)

28 февраля 1966 года четыре астронавта основного и дублирующего экипажей «Джемини-9» на двух реактивных учебных самолётах «T-38» совершали перелёт из Хьюстона в Сент-Луис (штат Миссури), для проведения двухнедельной тренировки на тренажёрах сближения и стыковки космических кораблей в авиастроительной компании McDonnell Aircraft. Самолёт, который пилотировал Эллиот Си (второй пилот — Чарльз Бассетт), из-за плохой видимости при заходе на посадку врезался в крышу здания номер 101 корпорации McDonnell, расположенное в 300 м от взлётной полосы аэропорта Ламберта. Астронавты погибли моментально. Летевшие на другом самолёте члены дублирующего экипажа «Джемини-9» Томас Стаффорд и Юджин Сернан приземлились успешно. В здании, в которое врезался самолёт, находился собранный космический аппарат «Джемини-9», на котором астронавты готовились полететь в космос; он не пострадал. Эллиот Си и Чарльз Бассетт были похоронены на Арлингтонском национальном кладбище.
Расследование NASA, проходившее под руководством астронавта Алана Б. Шепарда, позже пришло к выводу, что основной причиной аварии стала ошибка пилота, вызванная плохой видимостью в условиях плохой погоды. В день полёта шёл дождь со снегом и над аэродромом стоял туман.
В июне 1966 года на корабле «Джемини-9А», вместо погибших Эллиота Си и Чарльза Бассетта, полетели их дублёры астронавты Томас Стаффорд и Юджин Сернан.
У Бассетта остались жена и двое детей.